# Ložnice (gmina Primošten)
Ložnice – wieś w Chorwacji, w żupanii szybenicko-knińskiej, w gminie Primošten. W 2011 roku liczyła 44 mieszkańców.